# Virus Festival
Het Virus Festival was een cultureel festival in de Nederlandse stad Eindhoven.
Van 1991 tot en met 1993 werd het festival georganiseerd door vrijwilligers van studentencafé de AOR. In 1994 en 1995 was er geen Virus festival. Vanaf 1996 wordt het festival georganiseerd door Stichting Virus in het centrum van Eindhoven en in 1998 verhuisde het festival naar de campus van de TU Eindhoven.
Het festival kent een brede programmering, zoals muziek, theater, film, literatuur, beeldende kunst en dans. Het festival vond ieder jaar plaats op de eerste zondag van juni. In 2006 ging het Virus festival niet door wegens een gebrek aan organisatie. Het festival werd niet opgeheven, maar het bestuur sprak van een jaartje in quarantaine. Op 3 juni 2007 opende het festival wederom zijn deuren op het Eindhovense universiteitsterrein, maar dat was tot heden voor de laatste keer.
Stichting Virus, die het festival sinds 1996 organiseerde, heeft zichzelf in 2011 opgeheven.